# Jonathan Campbell
Jonathan Campbell est un joueur américain de soccer né le 27 juin 1993 à Greensboro. Il évolue au poste de défenseur.

## Biographie
Après quatre saisons en NCAA, Campbell est repêché en douzième position par le Fire de Chicago lors de la MLS SuperDraft 2016.